# Дед с засунутым говном
Дед с засунутым говном-это дед который ест говно а также в его животе находится говно, это говно появилось из за его жены бабы марины у которой жопа на спине она насрала ему через трубочку в пупок.
Настоящее имя Витя Глазырин, есть много внуков а также он существует в реальной жизни и живёт в деревне Измоденово
1. ↑  Дед с засунутым говном. YouTube. Дата обращения: 20 августа 2025.